# 女に 幸あれ
『女に 幸あれ』（おんなにさちあれ）はモーニング娘。34枚目のシングル。2007年7月25日に発売された。

## 概要
前作「悲しみトワイライト」から3か月後にリリースされた、4代目リーダー吉澤ひとみ卒業後初のシングル。
2001年7月発売のシングル「ザ☆ピ〜ス!」から丁度6年度の同じ日付に発売された。
センターは久住小春。メインボーカルは高橋愛。
元々は、藤本美貴のリーダー就任後最初の楽曲で、レコーディングも既に終えていたが、シングル発売前の6月に脱退したため藤本の声が入った本楽曲はお蔵入りとなり急遽藤本の声を抜いてリリースされた。道重さゆみは「藤本さんの歌割りがめちゃくちゃ多くて、藤本さんの声で藤本さん抜きでダンスレッスンとかしてました。」と語っている。
8期留学生のジュンジュンとリンリンが本楽曲シングルから参加。
2009年10月発売の「気まぐれプリンセス」まで続く9人体制での最初のシングル。
ミュージック・ビデオには、間奏の場面でメンバーがカメラを睨み付けるようにして「バカ」と呟いているシーンが収録される。
ミュージック・ビデオの撮影は、東京都新宿区の風林会館で行われた。
「初回生産限定盤A」・「初回生産限定盤B」および「通常盤」初回プレス分にイベント招待抽選のシリアルナンバー・カード封入。

### 購入者特典抽選イベント
- 前作の「悲しみトワイライト」に続いて、購入者特典抽選イベントを2007年8月19日に横浜BLITZで開催した（モーニング娘。誕生10年記念隊のコンサートと重なるため、新垣里沙、久住小春は欠席する）。

## 収録曲
全作詞・作曲：つんく
1. 女に 幸あれ
編曲：江上浩太郎
2. Please! 自由の扉
編曲：湯浅公一
3. 女に 幸あれ(Instrumental)

## 参加メンバー
- 5期：高橋愛、新垣里沙
- 6期：亀井絵里、道重さゆみ、田中れいな
- 7期：久住小春
- 8期：光井愛佳、ジュンジュン、リンリン

## 参加ミュージシャン
- 江上浩太郎 - プログラミング(1)
- 鎌田浩二 - ギター(1,2)
- 高橋愛 - コーラス(1,2)
- 新垣里沙 - コーラス(1,2)
- CHINO - コーラス(1)
- 湯浅公一 - プログラミング(2)